# Романенко, Андрей Алексеевич
Андрей Алексеевич Романенко (1903 — 1979) — советский военный  деятель, генерал-майор (06.12.1942).

## Биография
Родился в 1903 году в Тимири Актюбинской области (ныне Республика Казахстан). Член ВКП(б) с 1926 года.
С 1925 года — на военной службе, общественной и политической работе. В 1925—1956 гг. — на политической работе и командных должностях в Рабоче-Крестьянской Красной Армии. В мае 1928 назначен начальником политотдела 28-й стрелковой дивизии, затем начальник отдела руководящих политорганов политуправления Дальневосточного фронта. В октябре 1938 назначен заместителем начальника политуправления 1-й Краснознамённой армии. В ноябре 1938 назначен начальником политуправления той же армии. С 17 февраля 1941 по 29 июля 1943 был членом Военного Совета 1-й Краснознамённой армии. Затем был членом Военного Совета 35-й армии и на политической работе в Советской армии. С 1947 по 1948 год был главой администрации Советской зоны оккупации Кореи.
Делегат XVIII съезда ВКП(б).
Умер в 1979 году.

## Награды
Орден Красной Звезды — 22.02.1941, 04.06.1944                                                                                                                                                                                                                                
Орден Красного Знамени — 03.11.1944, 20.04.1953                                                                                                                                                                                                  
Орден Кутузова II степени — 08.09.1945                                                                                                                                                                                                                             
Медаль "За победу над Германией в Великой Отечественной войне 1941-1945 гг." — 05.09.1945                                                                                                                           
Орден Ленина — 06.11.1947                                                                                                                                                                                                                                                 
Медаль "За освобождение Кореи" (КНДР) — 16.10.1948                                                                                                                                                                                                                      
Орден Государственного флага I степени (КНДР) — 23.12.1948

## Звания
- бригадный комиссар — 15.11.1938
- дивизионный комиссар — 09.03.1939
- генерал-майор — 06.12.1942